# 중화민국의 대외 관계
이 문서에서는 중화민국(대만)의 대외 관계(中華民國의 對外 關係)에 대해서 다룬다.

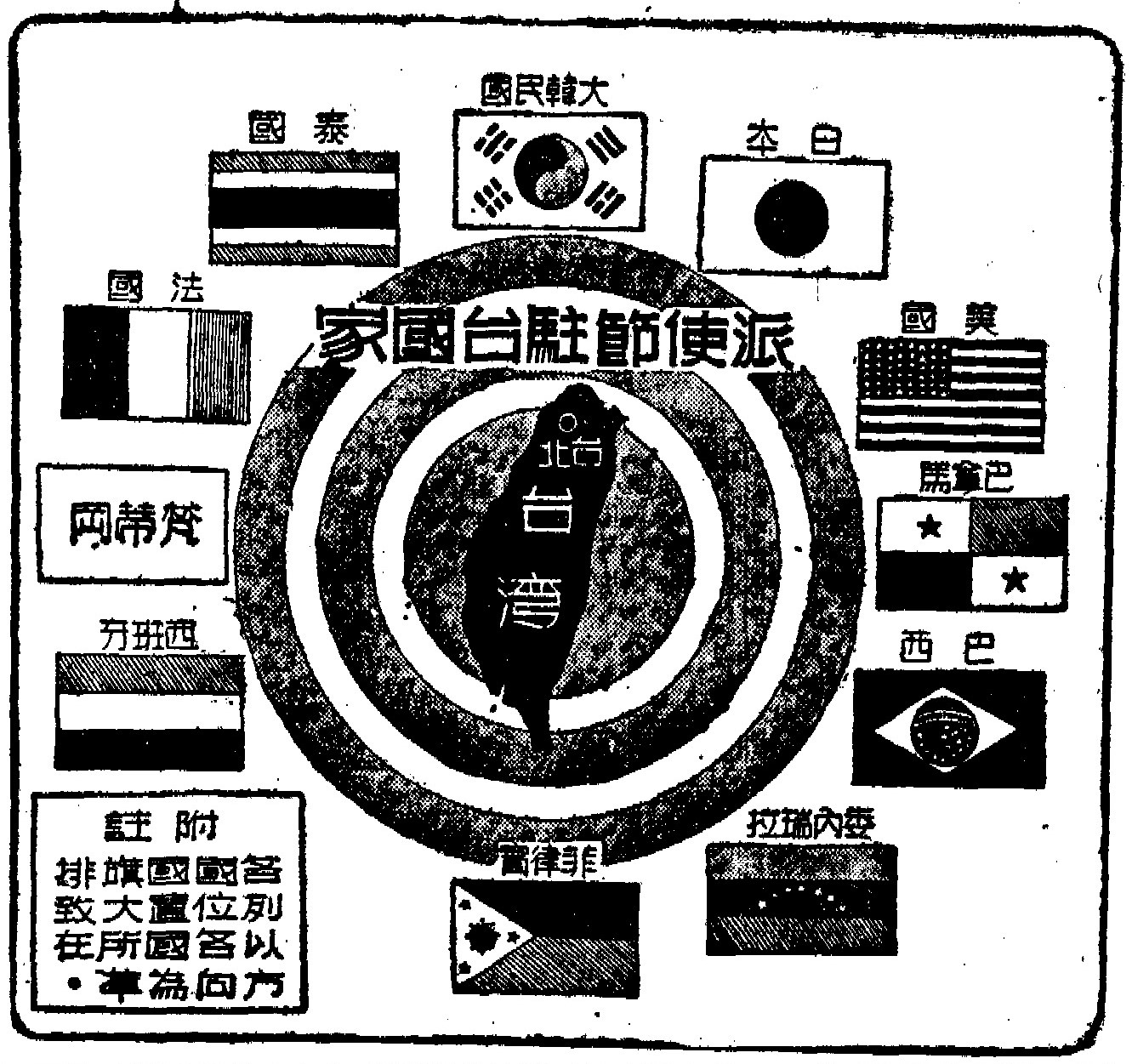
1953년의 대만의 대외 관계 묘사도(중앙일보)

외교에 있어서 특필해야할 점은 현재 분단국가인 중화민국 정부가 스스로를 중화인민공화국에 대하여 "중국의 정통 정부"라고 하고 있는 점이다. 중화민국은 냉전 구도 하에서, 제2차 세계 대전 이후 친서방 진영에 편입되어 있었다. 국공 내전으로 인해 영토의 대부분을 잃게 되었지만 연이어 발발한 한국 전쟁에서 중화인민공화국이 중국인민지원군을 불법으로 조직해 한국 전쟁에서 수세에 몰리던 조선민주주의인민공화국을 구원함으로써, 오히려 궁지에 몰렸던 중화민국은 유엔의 안보리 상임이사국 지위를 소생하였다.
그러나, 1971년 10월 25일에 유엔 총회 결의 제2758호로 유엔 내 상임이사국 지위와 의석을 모두 중화인민공화국에게 빼앗기면서 중화민국의 외교적 고립은 급물살을 타기 시작하였다. 비슷한 시기에 미국의 헨리 키신저가 비밀리에 베이징을 방문해서 저우언라이와 회담을 가졌고, 1972년 2월 21일 미국 대통령 리처드 닉슨과 중화인민공화국의 최고 지도자 마오쩌둥 간의 정상 회담이 이뤄진 이후부터 중화민국은 국제사회에서 비주류로 물러나고 중화인민공화국에게 밀리게 되었다. 장제스 사망 후 1979년 최대의 우방이었던 미국과 단교하는 등 자유 진영과의 결별을 맛보아야 했다. 또한, 중화인민공화국은 하나의 중국 원칙을 내세워 중화민국은 불리한 위치로 추락하게 되었다.

## 수교국
현재 중화민국은 유럽 1개국, 오세아니아 3개국, 아프리카 1개국, 아메리카 7개국의 총 12개국과 공식 외교 관계를 맺고 있다.
| 유럽 (1국) - 바티칸 시국 (1942) 카리브 제도 (4국) - 아이티 (1956) - 세인트키츠 네비스 (1983) - 세인트루시아 (1984, 2007) - 세인트빈센트 그레나딘 (1981) 아프리카 (1국) - 에스와티니 (1968) | 중앙아메리카 (2국) - 벨리즈 (1989) - 과테말라 (1960) 남아메리카 (1국) - 파라과이 (1957) 오세아니아 (3국) - 마셜 제도 (1998) - 팔라우 (1999) - 투발루 (1979) |

## 하나의 중국
현재 분단국가인 중화민국과 중화인민공화국은 '하나의 중국' 원칙 천명에 따라 중화인민공화국과 수교하는 나라는 중화민국과 외교 관계를 수립할 수 없는 상태이다. 그러나, 이는 형식적인 외교 관계에 국한된 것이며 실질적으로 중화민국이 중화인민공화국의 일부라는 것을 완전히 받아들이는 나라는 거의 없다. 특히, 미국과 일본, 대한민국, 유럽 연합(EU)은 중화인민공화국을 견제하려는 목적으로 지금도 중화민국과의 교류 관계를 어느 정도 유지하고 있다.
1949년 10월 1일, 중화인민공화국이 수립된 이후 공산주의 국가들을 중심으로 다수의 국가들이 중화민국과의 외교관계를 단절하고 중화인민공화국과 수교를 하였다. 특히, 소련은 중화인민공화국 건국 다음날 중화민국과 단교하고 중화인민공화국과 수교하였다. 중화민국이 유엔 안전 보장 이사회 상임이사국 지위를 잃게 되었던 1971년 10월 25일의 유엔 총회 결의 제2758호 채택을 전후하여 많은 국가들이 중화인민공화국과 국교를 수립하고 중화민국과 외교관계를 단절하였다.
1971년 6월 11일 리비아가 중화민국과 외교관계를 단절하면서 중화인민공화국의 수교국(당시 63개국)과 중화민국의 수교국(당시 62개국)의 수가 역전되었다. 이후 1972년에는 일본, 1979년에는 미국이 중화인민공화국과 수교를 수립함으로써 중화민국의 수교국은 계속 감소하였다. 1992년 8월 23일에 대한민국과의 외교관계가 단절됨으로써 아시아에서 중화민국의 수교국은 한 국가도 없게 되었다.
2008년 4월, 마잉주 중화민국 총통은 수교국을 늘리기 위한 경쟁을 하지 않겠다고 선언하였다. 중화인민공화국에서도 사실상 이에 동의해 중화민국 수교국과의 외교관계 수립을 거절했지만 2013년 11월 15일 감비아가 중화민국과의 외교 관계를 단절하면서 깨지고 만다. 그러나 중화인민공화국은 한동안 감비아와의 수교를 보류하여 중화민국과의 암묵적 합의를 지켜왔는데, 2016년에 타이완에서 중국 대륙과의 관계를 중시하는 중국국민당에서 타이완 독립을 지향하는 민주진보당으로 정권이 교체되자 2016년 3월 17일에 감비아와의 외교 관계를 복원했다.
2016년 5월에 차이잉원이 중화민국 총통으로 취임하면서부터 중화민국과 단교하는 국가들의 수가 지속적으로 늘고 있다. 2016년 12월 21일에 상투메 프린시페가 중화민국과의 외교 관계를 단절했고, 2017년 6월 12일에 파나마가 중화민국과의 외교 관계를 단절하였다. 2018년 5월 1일에 도미니카 공화국이, 5월 24일에 부르키나파소가, 8월 21일에 엘살바도르가 각각 중화민국과의 외교 관계를 단절하였다. 2019년 9월 16일에 솔로몬 제도가 중화민국과의 외교 관계를 단절했으며, 9월 20일에 키리바시가 중화민국과의 외교 관계를 단절했다. 2021년 12월 10일에 니카라과가 중화민국과의 외교 관계를 단절했고, 2023년 3월 26일에 온두라스가 중화민국과의 외교 관계를 단절했다. 2024년 1월 15일에 나우루가 중화민국과의 외교 관계를 단절했다.

## 미수교국
중화민국은 1949년에 중화인민공화국의 성립으로 인해 분단되기 전까지 중국 정부로서 국제 사회에서 외교관계를 행사하는데 걸림돌이 없었다. 그러나 분단 국가가 된 이후부터 하나의 중국 원칙에 따라 점차적으로 수교국을 중화인민공화국에게 하나 둘 빼앗기기 시작했다.

### 양안 모두 미수교국
이 문단에서는 모든 미수교국을 나열하지는 않고, 현재 중화인민공화국 및 중화민국 양안과 모두 외교관계를 맺지 않은 국가들을 소개한다.
| - 남오세티야 (유엔 비회원국) - 몰타 기사단 (유엔 비회원국) - 부탄 (유엔 회원국) | - 북키프로스 (유엔 비회원국) - 서사하라 (유엔 비회원국) | - 압하지야 (유엔 비회원국) - 코소보 (유엔 비회원국) |

## 각국과/지역과의 관계

### 대한민국
1992년까지 대한민국은 아시아에서 중화민국의 마지막 수교국이었다. 양국의 관계는 분단국가인 상황을 공유하여 반공 운동에 협력하였고 둘 다 제2차 세계 대전 때 일본 제국에게 피해를 입은 등 역사적 배경이 비슷하다. 한국 전쟁 때, 중화인민공화국은 중국인민지원군을 파견하여 적극적으로 조선민주주의인민공화국을 지원했고, 반대로 중화민국은 대한민국을 원조하였다. 이로 인해 냉전 동안 양국은 강력한 동맹을 과시하고 있었다. 그러나, 1992년에 대한민국이 중화인민공화국과의 수교를 공식 선언함으로써 양국의 외교관계는 단절되었고, 1993년 비공식 관계를 재개하여 현재는 타이베이 대표부를 통해 사실상 외교관계를 이어가고 있다. 2010년 대년부터 대만과 한국의 관계는 더욱 가까워졌고, 양국은 문화 교류를 지속해 왔으며, 상호 방문객 수가 계속해서 많이 증가했습니다.  타이베이시는 서울시의 첫 번째 자매도시이다. 두 나라는 강력한 외교관계를 갖고 있다.
이런 외교적 상황에도 불구하고 민간교류는 지속적으로 확대되고 있다. 한류 열풍을 타고 쑹산~김포 간 항로가 부활하였고, 투자보장협정 체결 논의도 진행 중에 있다. 대한민국의 대(對)중화민국 수출은 148억 3049만USD, 중화민국의 대(對) 대한민국 수출은 136억 4708만USD(각 2010년)에 달하여, 중화민국은 대한민국에 있어서 제 6위의 수출국, 제 8위의 수입국이다. 2012년 중순부터 한국인에 대한 중화민국의 무비자 입국 허용은 30일에서 90일로 연장되었고 워킹홀리데이제도도 2011년부터 적용되어 양국간 활발한 민간외교가 진행 중이다. 중화민국 내의 한국 교민 사이트는 '대만 하늘채(www.hanulche.net)'이고 다음과 네이버에도 비슷한 인터넷카페가 운영되고 있다.

### 미국
미국과 중화민국은 1912년에 수교하였으며, 미국은 국공 내전과 제2차 세계 대전 중에 전(全) 중국의 합법정부로서 중화민국을 지원하였다. 1979년 1월 1일부터 미국이 중화인민공화국과 전격 수교하면서  "하나의 중국" 원칙에 따라 양국은 자연히 단교되었으나, 미국은 국내법인 대만관계법을 통해 중화민국에 대한 안보를 실질적으로 보장하고 있는 상황이다. 즉, 단교된 이후에도 중화민국에 대한 군사적 지원이 계속 제공되고 있고, 미국재대만협회를 통한 비공식적인 협력 관계도 계속 유지하고 있다. 따라서 미국과 중화민국 간에는 공식적인 외교 관계만 단절되었을 뿐, 현실적으로는 밀월 관계가 지속되고 있다고 볼 수 있다. 최근 도널드 트럼프와 차이잉원의 돌발 행동으로 인하여 양안 관계는 물론, 미국과 중화인민공화국 관계가 요동치고 있다.
그러던 중 2018년, 미국은 중화민국측 정부요인과 미국측 정부요인의 자유로운 상호 방문을 촉진하는 '대만여행법' 을 통과시키므로 중화민국과 미국의 관계가 새로운 관계로 접어들었다. 또한, 미국은 중화민국에 비공식 대사관을 개소시키는 한편, 미군의 무기와 해병대를 파견한다는 가능성도 전해지고 있다. 2020년 3월, 미국 상하원은 타이페이 법안 (Taipei Act)을 통과시켰다. 이로써 미국은 중화민국의 국제기구 참여를 지지할 수 있게 되었다.

### 일본
일본은 1972년에 중화인민공화국과 국교를 수립하면서 중화민국과 단교하였으며, 중화민국과는 민간 차원의 이익대표부를 설치해 교류하고 있다. 현재 중화민국에게 남은 영토의 대부분인 타이완은 청일 전쟁의 결과로 일본에 할양된 1895년부터 1945년까지 50년 간 일본 통치 시기를 겪고 근대화의 초석을 닦았던 곳이다. 중화민국과 일본은 제2차 세계 대전 기간에 중일 전쟁의 적대관계에 있었다. 그 후 연합국의 일원으로서 일본에 승전하여 1945년부터 중화민국이 타이완을 지배권 안에 두게 되었고, 1949년부터는 국공 내전으로 인하여 중화민국의 중심지가 되었다.
중화민국과 일본은 중일 전쟁의 적국이었지만, 전쟁 후에는 미국을 주축으로 한 반공 진영에 함께 속하게 되었다. 1952년 4월 28일 양국은 중일화평조약(또는 타이베이 조약)을 체결하여 외교 관계를 수립했다. 그러나, 1972년에 일본이 중화인민공화국과 수교하면서 외교관계가 단절되었고, 중일화평조약도 사실상 폐기되었다. 안보에 있어서는 중화민국은 대만관계법을 배경으로 미국과 밀접한 관계에 있고, 미일 동맹을 가진 일본과도 간접적인 협력 관계에 있다. 중화민국과 일본은 서로 센카쿠 열도(일본이 실효 지배)의 영유권을 주장하며 종종 분쟁이 발생했지만 아직 심각한 충돌은 없었다.
양국은 단교 이후에도 지리적으로 인접한 까닭에 경제적·문화적으로 어느정도 밀접한 관계를 유지해오고 있다. 중화민국은 일본 외의 국가 중에는 처음으로 일본의 신칸센을 고속철도 기술에 반영했다. 중화민국의 대중 문화는 대한민국 뿐만 아니라 일본 대중 문화의 영향을 크게 받고 있다. 2005년에 일본 정부가 중화민국 국민에게 90일간의 단기 방문 사증 면제를 시행한 이후 양국간 인적 교류가 크게 늘고 있다. 중화민국에는 중국 국민당과 민주진보당의 양대 정당이 있는데, 타이완 본성인을 주요 지지기반으로 삼는 민주진보당이 다른 정당보다 일본에 우호적인 정당이다.

### 파라과이
현재 파라과이는 남아메리카에서 중화민국의 유일한 수교국이다. 지난 1947년부터 2008년까지 파라과이 국정을 독점했던 우파 성향의 콜로라도당 정부는 중화민국과 전통적 외교관계를 유지해 왔다. 그러나 2008년에 좌파 성향의 페르난도 루고가 대통령으로 취임한 이후에는 중화인민공화국과의 외교 관계에 대한 뜻을 여러 차례 밝힌 바가 있다. 중화민국은 대(對) 남미 외교에서의 교두보 상실을 우려하였고 파라과이 루고 대통령의 행보에 촉각을 곤두세우고 있다. 중화민국은 파라과이와 단교될 가능성이 상존하지만 현재까지 외교 관계는 계속 유지되고 있다.

### 바티칸 시국
현재 바티칸 시국은 유럽에서 중화민국의 유일한 수교국이다. 1922년 로마 교황청의 첫 중화민국 대표가 베이징 시에 부임했으며, 1942년에 양국은 공식 수교하였다. 1946년 중국 교구가 설정되면서 난징시에 주중 바티칸 대사관(라틴어: Nuntiatura Apostolica in Sinis)이 개설되었다. 국공 내전의 영향으로 1949년 10월 중국 대륙에는 중화인민공화국이 건국되었으며, 중화민국 정부는 타이베이시로 옮겼다. 당시의 주중 바티칸 대사 안토니오 리베리 주교는 1951년까지 중국 대륙에 계속 주재하다 대륙을 장악한 중국 공산당 정권에 의해 추방되어 동년 9월 6일 영국령 홍콩으로 갔으며, 이듬 해에 타이베이시로 갔다. 1942년 이래 바티칸은 중화민국과 외교 관계를 유지했으며, 타이베이에 주중 대사관을 재개설하였다. 1967년 천주교중국주교단(현 천주교타이완지구주교단)이 타이베이에서 결성되었다.

### 조선민주주의인민공화국
중화민국이 국가로 인정하지 않는 중화인민공화국과 제외하고, 조선민주주의인민공화국은 동아시아에서 중화민국과 수교한 적이 없는 유일한 국가이다. 중화인민공화국의 전통적 우방이라는 점에서 양국의 교류는 미미하였으나, 1992년부터는 무역, 관광 등의 민간 교류가 확대되어 오늘에 이르고 있다. 2010년에 대만 기업 중 미사일 부품을 조선민주주의인민공화국으로 수출한 기업이 적발되기도 하였다.

### 러시아
러시아 제국 시기에는 몽골의 독립을 지원하기도 하였으며, 소비에트 연방 시기에는 중국 국민당과 우호 협정을 맺었음에도 불구하고 중국 공산당의 정치적 독립을 지지하는 바람에 적대 관계가 되었다.
중화민국은 현재 러시아(러시아 연방)가 지배하고 있는 강동육십사둔, 탕누우량하이 등을 자국의 영토로 간주하고 있으나, 아직 서로 문제삼지는 않고 있다. 현재 양국은 양국 수도에 대표부를 설치해 교류하고 있다.

### 몽골
1911년 10월 우창의 봉기에서 시작한 신해혁명으로 청나라가 멸망하고 중국 대륙이 혼란에 빠지자, 외몽골은 그 해 12월 봉기하여 중화민국으로부터 자치권을 부여받았다. 1913년 티베트와 우르가에서 몽장 조약을 체결하였고 러시아에서 10월 혁명이 일어나자 1920년에 국민당이 외몽골의 자치를 철폐시켰으나, 그 해에 反중국·민족해방을 목표로 몽골 인민혁명당이 결성되었다. 1921년에 담딘 수흐바타르가 인민혁명군을 조직하여 재차 봉기하여 외몽골의 독립을 성취하였다.
1946년에 중화민국은 소련과의 협정에 따라 몽골의 독립을 인정하였으나, 국부천대 이후 중화민국은 1953년에 몽골의 독립 승인을 번복하고 해당 협정을 폐기하였다. 그 후 중화민국은 몽골의 유엔 가입에 대한 거부 의사를 표명하였다. 이에 소련이 아프리카 신생 독립국의 유엔 가입에 대한 거부 의사를 시사하고 미국도 소련 측을 견제하기 위해 몽골의 가입을 반대하지 않는 쪽으로 입장을 선회하자, 중화민국은 결국 더 이상의 반대를 포기하였고 몽골은 1961년에 유엔의 회원국이 되었다.
2000년 천수이볜 집권 시기의 중화민국 외교부는 대표부를 설치하는 등 몽골을 사실상의 독립국처럼 대우하게 되었다. 그러나, 명목상으로는 여전히 외몽골 지역은 중화민국의 강역으로 간주하여 몽골에 대한 중화민국의 입장이 다소 모호한 상태에 빠졌다. 물론 이것은 현재 몽골 입장에서도 마찬가지인데, 몽골은 하나의 중국 원칙에 따라 중화인민공화국만을 합법한 중국 정부로 여기고 있지만, 실제 중화민국이 여전히 통치하는 영역에 대해서 중국 공산당 정권의 영향력이 사실상 미치지 못한다는 현실을 반영한 것이라 볼 수 있다.
2012년 중화민국 행정원은 미수복지구의 영토에서 몽골을 제외시켰다. 외몽골 지역과 관련된 업무는 몽장위원회가 맡아 왔으나, 차이잉원 정부 시기에 폐지되었다. 몽골의 수도 울란바토르에 있는 대표부는 중화민국 외교부가 관장하고 있다. (→몽골)

### 중화인민공화국
중화인민공화국과의 관계는 보통 양안 문제를 의미한다. 중화민국은 국공 내전으로 인해 타이완 등의 일부 도서 지역을 제외한 영토의 대부분을 상실한 이래 영토 수복과 반공에 대한 정책을 대대적으로 실시하였다.
한국 전쟁으로 인해 중화인민공화국이 널리 인정받지 못하고 있을 때, 중화민국은 유엔에서 상임이사국의 지위를 담당하고 있었다. 그러나 1971년에 채택된 유엔 총회 결의 제2758호에 따라 중화인민공화국이 유엔에서 중국을 대표하는 유일한 합법 정부로 승인됨에 따라 유엔 회원국 자격을 상실했다.
처음에는 소련을 중심으로 한 공산 진영의 국가들이 중화인민공화국과 관계를 맺으면서 단교했고, 점차 외교 관계를 단절하는 나라들이 늘어났다. 그 결과 현실적으로 중화민국의 권리를 인정해주는 나라가 급감하여 국제사회 전반에서의 중화인민공화국 측 주장이 훨씬 강력해졌다. 올림픽 경기에서도 중화인민공화국의 정치적인 압력으로 인해 중화민국은 차이니스 타이베이라는 이름으로 출전하며 청천백일만지홍기나 국가(國歌)를 사용하지 못하고 있다. 장제스와 장징궈가 통치하던 시기에는 영토 수복을 궁극적인 목적으로 하였으나, 중화인민공화국의 세력이 너무 강성해져서 중화민국 내부에서도 본토 수복만을 열렬하게 지지하는 사람은 계속 감소하고 있는 추세에 있으며, 천수이볜이 통치하던 시기에는 타이완 지구 만으로 지정학적인 독립을 꾀하는 세력이 꽤 늘어났으나, 마잉주가 통치하는 시기에 들어서는 본토수복과 지정학적인 타이완지구 독립에 대한 사람들이 크게 엇갈리기 시작했다.
특히 1987년 8월 이후 우편을 교환하는 등 양안의 교류가 확대되었고, 2008년 상호 해운로, 항로가 개설되면서 양안관계가 느리게나마 회복되고 있다.

### 티베트
중화민국은 티베트를 자국 영토로 간주하고 있지만 달라이 라마의 타이완 방문을 허용하는 등 티베트 망명 정부와도 일정한 관계를 유지하고 있는 것으로 보인다. 티베트 망명 정부는 타이베이시에 대표부를 두고 있다.
중화민국 정부는 외교부에서 대표부 업무를 하고, 별도로 행정원 대륙위원회가 티베트 영유권 관련 업무를 맡고 있다.

### 홍콩
중화권과 '아시아의 네 마리 용'에 속하는 중화민국과 홍콩은 경제적·문화적으로 긴밀한 관계를 유지하고 있다. 홍콩은 영국령 홍콩 시절부터 중화민국의 가장 중요한 무역 상대 중 하나였으며, 홍콩 주민은 일본인 다음으로 중화민국을 가장 자주 방문한다.

## 국제 기구와의 관계
중화인민공화국의 압력으로 인해, 중화민국은 여러 국제 기구에서 퇴출되거나 그 지위가 격하되었다. 그럼에도 중화민국은 여러 국제 기구에서 차이니스 타이베이 등의 이름으로 회원국 활동하고 있다.
- 국제민주연합(IDU) - 국민당의 차원에서 정식국호인 "중화민국 (The Republic of China)"으로 가입하였다. 정부 차원의 가입은 아니다.
- 국제 상업 회의소(ICC) - "차이니스 타이베이"로 가입
- 국제 수역 사무국(OIE) - "차이니스 타이베이"로 가입[9]
- 유엔 교육 과학 문화 기구(UNESCO) - 중화인민공화국의 일부인 "차이니스 타이베이"로 참여[10]
- 국제 올림픽 위원회(IOC) - "차이니스 타이베이"로 가입
- 국제 철도 연맹(UIC) - "타이완 (중국)"으로 가입[11]
- 국제 통상 정보 협력 기구(AITIC) - "타이완, 펑후, 진먼, 마쭈 분리 관세 지역"[12]으로 가입
- 대표없는 국가 인민 기구(UNPO) - "타이완"으로 가입
- 중미 통합 체제(SICA) - 지역외 참여국으로서 "중화민국 (The Republic of China)"으로 가입[13], 정부 차원에서 정식국호로 가입한 유일한 국제기구이다. 실질적인 활용도는 떨어지고 상징적 의미가 크다.
- 세계 걸스카우트 연맹(WAGGGS) - "타이완"으로 가입
- 세계 노동 연합(WCL) - "타이완"으로 가입
- 세계 무역 기구(WTO) - "타이완, 펑후, 진먼, 마쭈 분리 관세 지역"으로 가입
- 세계 보건 기구(WHO) - 중화인민공화국과 WHO가 2005년 5월 14일 맺은 양해각서[14]에 따라 "차이니스 타이베이"라는 이름으로 옵서버로 초대되어 활동[15]
- 세계 스카우트 연맹(WOSM) - "중국 스카우트"로 가입
- 아시아 개발 은행(ADB) - "차이니스 타이베이"로 가입
- 아시아 태평양 경제협력체(APEC) - "차이니스 타이베이"로 가입

## 중화민국의 외교 연표

### 북양정부(1912년~1927년)
| 연도   | 민국 연호 | 수교/승인 | 단교/취소                                                                                                | 수교국의 수 | 비고 |
| ------ | --------- | --- | --- | ----------- | --- |
| 1912년 | 민국 원년 | | | 0           | |
| 1913년 | 민국 2년  | - 브라질이 중화민국 승인 (4월 8일) - 미국이 중화민국 승인 (5월 2일) - 멕시코가 중화민국 승인 (5월 2일) - 쿠바가 중화민국 승인 (5월 4일) - 페루가 중화민국 승인 (5월 5일) - 일본 제국이 중화민국 승인 (10월 6일) - 오스트리아-헝가리가 중화민국 승인 (10월 6일) - 네덜란드가 중화민국 승인 (10월 6일) - 포르투갈이 중화민국 승인 (10월 6일) - 벨기에가 중화민국 승인 (10월 6일) - 스웨덴이 중화민국 승인 (10월 6일) - 덴마크가 중화민국 승인 (10월 6일) - 러시아 제국이 증화민국 승인 (10월 6일) - 독일 제국이 중화민국 승인 (10월 6일) - 대영제국이 중화민국 승인 (10월 6일) - 프랑스가 중화민국 승인 (10월 6일) - [[파일:{{{국기그림-1861}}}\|22x20px\|border \|이탈리아]] 이탈리아가 중화민국 승인 (10월 6일) - 스페인이 중화민국 승인 (10월 6일) - 스위스가 중화민국 승인 (10월 8일) - 노르웨이가 중화민국 승인 (10월 9일) | | 18          | - 1913년 말 시점에 중화민국과 외교관계를 유지한 나라는 다음과 같다. - 네덜란드, 덴마크, 독일 제국, 러시아 제국, 멕시코, 미국, 벨기에, 브라질, 스웨덴, 스페인, 영국, 오스트리아-헝가리, 이탈리아 왕국, 일본 제국, 페루, 포르투갈, 프랑스, 쿠바 18개국은 공사급 외교관계를 유지하였다. - 노르웨이, 파나마, 오스트레일리아, 뉴질랜드, 캐나다, 남아프리카 연방 6개국은 영사관계를 유지하였다. - 훗날 독립국이 되는 식민지들 중 일본령 조선과 미국령 필리핀에 영사관이 있었다. |
| 1914년 | 민국 3년  | | | 18          | |
| 1915년 | 민국 4년  | - 칠레 공사급 수교 (2월 28일) | | 19          | |
| 1916년 | 민국 5년  | | | 19          | |
| 1917년 | 민국 6년  | | - 독일 제국 단교 (3월 14일) - 오스트리아-헝가리 단교 (8월 14일)                                          | 17          | |
| 1918년 | 민국 7년  | - 스위스 공사급 수교 (6월 13일) | - 러시아 SFSR 단교 (2월 26일)                                                                            | 17          | |
| 1919년 | 민국 8년  | - 오스트리아 복교 (9월 10일) - 볼리비아 공사급 수교 (12월 3일) | | 19          | |
| 1920년 | 민국 9년  | - 노르웨이 공사급 수교 (5월 27일) - 페르시아 공사급 수교 (6월 1일) | | 21          | |
| 1921년 | 민국 10년 | - 독일 복교 (5월 20일) | | 22          | |
| 1922년 | 민국 11년 | - 파나마 공사급 수교 (1월 20일) | | 23          | |
| 1923년 | 민국 12년 | | | 23          | |
| 1924년 | 민국 13년 | - 소련 대사급 복교 (5월 31일) | | 24          | |
| 1925년 | 민국 14년 | | | 24          | |
| 1926년 | 민국 15년 | - 핀란드 공사급 수교 (10월 29일) | | 25          | |
| 1927년 | 민국 16년 | | - 광저우 국민정부가 소련과의 단교를 선포. 소련은 베이징 정부를 승인하고 있었기에 실질적인 효과는 없었다. | 25          | |

### 국민정부(1928년~1949년)
| 연도   | 민국 연호 | 수교/승인 | 단교/취소 | 수교국의 수 | 비고 |
| ------ | --------- | --- | --- | ----------- | --- |
| 1928년 | 민국 17년 | - 미국이 국민정부 승인 (7월 25일) - 독일이 국민정부 승인 (8월 17일) - 노르웨이가 국민정부 승인 (11월 12일) - 벨기에가 국민정부 승인 (11월 22일) - 이탈리아가 국민정부 승인 (11월 27일) - 덴마크가 국민정부 승인 (12월 12일) - 네덜란드가 국민정부 승인 (12월 19일) - 포르투갈이 국민정부 승인 (12월 19일) - 영국이 국민정부 승인 (12월 20일) - 스웨덴이 국민정부 승인 (12월 20일) - 프랑스가 국민정부 승인 (12월 22일) - 스페인이 국민정부 승인 (12월 27일) | | 25          | |
| 1929년 | 민국 18년 | - 일본 제국이 국민정부 승인 (6월 3일) - 폴란드 공사급 수교 (9월 18일) - 그리스 공사급 수교 (9월 30일) | - 소련 단교 (7월 18일) | 26          | |
| 1930년 | 민국 19년 | - 체코슬로바키아 공사급 수교 (2월 12일) - 니카라과 영사관계 수립 (8월 30일) | | 27          | |
| 1931년 | 민국 20년 | | | 27          | |
| 1932년 | 민국 21년 | - 소련 복교 (12월 12일) | - 핀란드 단교 (4월 28일) | 27          | |
| 1933년 | 민국 22년 | - 과테말라 영사관계 수립 (6월 15일) | | 27          | |
| 1934년 | 민국 23년 | - 튀르키예 공사급 수교 (4월 4일) - 이탈리아와의 관계를 대사급으로 승격 (10월 17일) | | 28          | |
| 1935년 | 민국 24년 | - 일본 제국과의 관계를 대사급으로 승격 (5월 17일) - 미국과의 관계를 대사급으로 승격 (5월 17일) - 나치 독일과의 관계를 대사급으로 승격 (5월 18일) - 영국과의 관계를 대사급으로 승격 (5월 23일) | | 28          | |
| 1936년 | 민국 25년 | - 프랑스와의 관계를 대사급으로 승격 (2월 8일) - 라트비아 공사급 수교 (6월 25일) | | 29          | |
| 1937년 | 민국 26년 | - 벨기에와의 관계를 대사급으로 승격 (6월 1일) - 에스토니아 공사급 수교 (12월 21일) | | 30          | |
| 1938년 | 민국 27년 | | - 일본 제국 단교 (1월 6일) - 오스트리아가 나치 독일에 병합됨. (3월 13일)                                                                   | 28          | |
| 1939년 | 민국 28년 | - 루마니아 왕국 공사급 수교 (7월 3일) | | 29          | |
| 1940년 | 민국 29년 | | - 라트비아가 소련에 병합됨. (8월 5일) - 에스토니아가 소련에 병합됨. (8월 6일)                                                              | 27          | |
| 1941년 | 민국 30년 | - 온두라스 공사급 수교 (4월 9일) - 엘살바도르 공사급 수교 (4월 9일) - 코스타리카 공사급 수교 (4월 9일) - 베네수엘라 공사급 수교 (4월 9일) - 콜롬비아 공사급 수교 (4월 9일) - 도미니카 공화국 공사급 수교 (4월 9일) - 오스트레일리아 공사급 수교 (7월 15일) - 캐나다 공사급 수교 (8월 29일) | - 나치 독일 단교 (7월 2일) - 이탈리아 왕국 단교 (7월 2일) - 스페인 단교 (7월 2일) - 루마니아 왕국 단교 (7월 10일) - 덴마크 단교 (8월 20일) | 30          | |
| 1942년 | 민국 31년 | - 이라크 왕국 공사급 수교 (3월 16일) - 이집트 왕국 공사급 수교 (5월 1일) - 바티칸 시국 공사급 수교 (6월 17일) - 폴란드와의 관계를 대사급으로 승격 (6월 24일) | | 33          | - 인도 제국과 상호 대표부 설치 합의 (4월 ?일)                                                                |
| 1943년 | 민국 32년 | - 네덜란드와의 관계를 대사급으로 승격 (2월 15일) - 브라질과의 관계를 대사급으로 승격 (5월 4일) - 노르웨이와의 관계를 대사급으로 승격 (7월 17일) - 자유 프랑스 승인 (8월 27일) | - 비시 프랑스 단교 (8월 1일) | 33          | - 네덜란드령 기아나에 영사관 설치 (6월 15일)                                                                 |
| 1944년 | 민국 33년 | - 캐나다와의 관계를 대사급으로 승격 (2월 17일) - 아프가니스탄 왕국 공사급 수교 (3월 2일) - 멕시코와의 관계를 대사급으로 승격 (7월 23일) - 체코슬로바키아와의 관계를 대사급으로 승격 (7월 25일) - 페루와의 관계를 대사급으로 승격 (9월 1일) - 이탈리아 신정부 승인 및 복교 (10월 26일) | | 35          | |
| 1945년 | 민국 34년 | - 튀르키예와의 관계를 대사급으로 승격 (1월 1일) - 이란과의 관계를 대사급으로 승격 (2월 10일) - 아르헨티나 대사급 수교 (5월 30일) | | 36          | - 영국령 실론에 영사관 개설 (4월 30일) - 말라야 연방에 영사관 설치 (?월 ?일) - 유엔 출범 및 가입 (10월 24일) |
| 1946년 | 민국 35년 | - 에콰도르 공사급 수교 (1월 6일) - 태국 대사급 수교 (1월 23일) - 덴마크 복교 (5월 20일) - 오스트리아 신정부 승인 및 복교 (7월 6일) - 필리핀 공사급 수교 (7월 24일) - 인도 제국 공사급 수교 (9월 16일) - 인도 제국과의 관계를 대사급으로 승격 (10월 21일) - 사우디아라비아 영사관계 수립 (11월 15일) - 칠레와의 관계를 대사급으로 승격 (12월 3일) | | 42          | |
| 1947년 | 민국 36년 | - 볼리비아와의 관계를 대사급으로 승격 (5월 10일) - 파키스탄 대사급 수교 (8월 14일) - 버마 대사급 수교 (9월 9일) - 스웨덴과의 관계를 대사급으로 승격 (9월 18일) - 그리스 왕국과의 관계를 대사급으로 승격 (11월 19일) | | 44          | - 프랑스령 캄보디아 프놈펜에 영사관 설치 (9월 3일)                                                           |
| 1948년 | 민국 37년 | - 실론 독립, 영사관계 유지 (2월 4일) - 오스트레일리아와의 관계를 대사급으로 승격 (2월 16일) - 이집트 왕국과의 관계를 대사급으로 승격 (11월 14일) | | 44          | |
| 1949년 | 민국 38년 | - 룩셈부르크 공사급 수교 (1월 1일) - 대한민국 대사급 수교 (1월 4일) - 인도네시아 독립 승인, 영사관계 유지 (12월 24일) | - 소련 단교 (10월 3일) - 체코슬로바키아 단교 (10월 5일) - 폴란드 단교 (10월 11일) - 버마 단교 (12월 18일) - 인도 단교 (12월 30일)          | 41          | - 중화인민공화국 건국 (10월 1일) - 국부천대 (12월 7일)                                                       |

### 국부천대(1950년~1970년)
| 연도   | 민국 연호 | 수교/승인 | 단교/취소 | 수교국의 수 | 비고 |
| ------ | --------- | --- | --- | ----------- | --- |
| 1950년 | 민국 39년 | | - 파키스탄 단교 (1월 4일) - 영국 단교, 타이완 성 주재 영국 영사관은 유지. (1월 6일) - 실론 영사관계 단절 (1월 7일) - 아프가니스탄 왕국 단교 (1월 14일) - 노르웨이 단교 (1월 14일) - 덴마크 단교 (1월 14일) - 스웨덴 단교 (1월 19일) - 스위스 단교 (1월 20일) - 네덜란드 단교 (3월 27일) - 인도네시아 영사관계 단절 (4월 13일) | 33          | - 말라야 연방 주재 중화민국 영사관 폐쇄 (1월 6일) - 네덜란드령 기아나 주재 중화민국 영사관 폐쇄 (3월 27일) |
| 1951년 | 민국 40년 | | | 33          | |
| 1952년 | 민국 41년 | - 일본 복교 (4월 28일) - 스페인 대사급 복교 (6월 27일) | | 35          | |
| 1953년 | 민국 42년 | - 캄보디아 독립, 프놈펜 주재 총영사관 유지 (11월 9일) | | 35          | |
| 1954년 | 민국 43년 | - 파나마와의 관계를 대사급으로 승격 (5월 1일) - 레바논 공사급 수교 (11월 11일) - 과테말라 공사급 수교 (12월 22일) | | 37          | |
| 1955년 | 민국 44년 | - 니카라과 공사급 수교 (5월 18일) - 베트남 공화국 공사급 수교 (12월 17일) | | 39          | |
| 1956년 | 민국 45년 | - 이라크 왕국과의 관계를 대사급으로 승격 (3월 14일) - 아이티 공사급 수교 (4월 25일) | - 이집트 단교 (5월 17일) | 39          | |
| 1957년 | 민국 46년 | - 에콰도르와의 관계를 대사급으로 승격 (1월 15일) - 사우디아라비아 대사급 수교 (5월 30일) - 파라과이 대사급 수교 (7월 8일) - 요르단 대사급 수교 (8월 12일) - 라이베리아 공사급 수교 (8월 19일) - 도미니카 공화국과의 관계를 대사급으로 승격 (8월 20일) - 쿠바와의 관계를 대사급으로 승격 (8월 23일) - 레바논과의 관계를 대사급으로 승격 (10월 19일) - 우루과이 공사급 수교 (11월 15일)                              | | 44          | |
| 1958년 | 민국 47년 | - 베트남 공화국과의 관계를 대사급으로 승격 (7월 1일) - 라오스 영사관계 수립 (11월 17일) | - 이라크 단교 (7월 18일) - 캄보디아 주재 총영사관 폐쇄 (7월 19일) | 43          | |
| 1959년 | 민국 48년 | - 코스타리카와의 관계를 대사급으로 승격 (5월 5일) - 리비아 대사급 수교 (5월 10일) - 바티칸 시국과의 관계를 대사급으로 승격 (6월 12일) | | 44          | |
| 1960년 | 민국 49년 | - 라이베리아와의 관계를 대사급으로 승격 (2월 ?일) - 카메룬 대사급 수교 (2월 19일) - 토고 대사급 수교 (4월 27일) - 말리 연방 대사급 수교 (6월 20일) - 마다가스카르 대사급 수교 (6월 26일) - 콩고 공화국 (레오폴드빌) 대사급 수교 (8월 10일) - 키프로스 대사급 수교 (9월 10일) - 콩고 공화국 대사급 수교 (9월 10일) - 세네갈 공사급 수교 (9월 23일) - 모리타니 대사급 수교 (11월 28일) - 가봉 대사급 수교 (12월 9일) | - 쿠바 단교 (9월 3일) - 말리 단교 (10월 27일) | 52          | - 말리 연방 해체, 말리가 승계 (8월 20일)                                                                   |
| 1961년 | 민국 50년 | - 콜롬비아와의 관계를 대사급으로 승격 (4월 6일) - 엘살바도르와의 관계를 대사급으로 승격 (6월 1일) - 뉴질랜드 대사급 수교 (8월 17일) - 오트볼타(현 부르키나파소) 대사급 수교 (12월 14일) | | 54          | |
| 1962년 | 민국 51년 | - 다호메이(현 베냉) 대사급 수교 (1월 18일) - 차드 대사급 수교 (1월 31일) - 중앙아프리카 공화국 대사급 수교 (4월 13일) - 라오스 대사급 수교 (5월 16일) - 르완다 대사급 수교 (7월 1일) - 우루과이와의 관계를 대사급으로 승격 (7월 5일) - 자메이카 대사급 수교 (8월 9일) - 니카라과와의 관계를 대사급으로 승격 (9월 20일)                                                                                             | - 라오스 단교 (9월 10일) | 59          | |
| 1963년 | 민국 52년 | - 코트디부아르 대사급 수교 (7월 20일) - 니제르 대사급 수교 (7월 22일) - 시에라리온 대사급 수교 (9월 28일) - 쿠웨이트 대사급 수교 (11월 21일) | | 63          | |
| 1964년 | 민국 53년 | - 말레이시아 영사관계 수립 (11월 26일) - 룩셈부르크와의 관계를 대사급으로 승격 (12월 16일) | - 프랑스 단교 (2월 10일) - 콩고 공화국 단교 (4월 17일) - 중앙아프리카 공화국 제1차 단교 (11월 5일) - 세네갈 제1차 단교 (11월 8일) - 다호메이 제1차 단교 (11월 12일) | 58          | |
| 1965년 | 민국 54년 | - 온두라스와의 관계를 대사급으로 승격 (5월 20일) - 아이티와의 관계를 대사급으로 승격 (9월 7일) | - 모리타니 단교 (9월 11일) | 57          | |
| 1966년 | 민국 55년 | - 다호메이 제2차 수교 (4월 21일) - 베네수엘라와의 관계를 대사급으로 승격 (7월 1일) - 몰디브 대사급 수교 (7월 7일) - 말라위 대사급 수교 (7월 11일) - 레소토 대사급 수교 (10월 31일) - 보츠와나 대사급 수교 (12월 30일) | | 62          | |
| 1967년 | 민국 56년 | - 몰타 대사급 수교 (7월 19일) - 바베이도스 대사급 수교 (9월 4일) | | 64          | |
| 1968년 | 민국 57년 | - 중앙아프리카 공화국 제2차 수교 (5월 8일) - 스와질란드 대사급 수교 (9월 6일) - 감비아 대사급 수교 (11월 12일) | | 67          | |
| 1969년 | 민국 58년 | - 세네갈 대사급 복교 (7월 16일) | | 68          | |
| 1970년 | 민국 59년 | | - 캐나다 단교 (10월 13일) - 이탈리아 단교 (11월 6일) | 66          | |

### 1971년~1990년
| 연도   | 민국 연호 | 수교/승인 | 단교/취소 | 수교국의 수 | 비고                                                                        |
| ------ | --------- | --- | --- | ----------- | --------------------------------------------------------------------------- |
| 1971년 | 민국 60년 | | - 칠레 단교 (1월 5일) - 쿠웨이트 단교 (3월 29일) - 카메룬 단교 (4월 3일) - 오스트리아 단교 (5월 28일) - 튀르키예 단교 (8월 5일) - 이란 단교 (8월 17일) - 시에라리온 단교 (8월 20일) - 벨기에 단교 (10월 26일) - 페루 단교 (11월 2일) - 레바논 단교 (11월 9일) - 멕시코 단교 (11월 16일) - 에콰도르 단교 (11월 17일) | 54          | - 유엔 총회 결의 제2758호 채택 (10월 25일) - 중화민국 유엔 탈퇴 (10월 25일) |
| 1972년 | 민국 61년 | - 통가 대사급 수교 (4월 10일) - 사모아 대사급 수교 (5월 29일)                                                                        | - 키프로스 단교 (1월 12일) - 몰타 단교 (1월 31일) - 아르헨티나 단교 (2월 19일) - 영국 영사관 폐쇄 (3월 13일) - 세네갈 제2차 단교 (4월 12일) - 몰디브 단교 (4월 15일) - 르완다 단교 (5월 13일) - 그리스 단교 (6월 5일) - 일본 단교 (9월 29일) - 토고 단교 (10월 4일) - 자메이카 단교 (11월 1일) - 룩셈부르크 단교 (11월 14일) - 마다가스카르 단교 (12월 15일) - 오스트레일리아 단교 (12월 22일) - 뉴질랜드 단교 (12월 22일) - 차드 제1차 단교 (12월 27일) | 41          |                                                                             |
| 1973년 | 민국 62년 | | - 다호메이(현 베냉) 제2차 단교 (1월 19일) - 자이르(현 콩고 민주 공화국) 단교 (1월 30일) - 스페인 단교 (3월 10일) - 오트볼타(현 부르키나파소) 제1차 단교 (10월 23일) | 37          |                                                                             |
| 1974년 | 민국 63년 | | - 가봉 단교 (3월 30일) - 보츠와나 단교 (4월 5일) - 말레이시아 영사관계 단절 (5월 31일) - 베네수엘라 단교 (6월 29일) - 니제르 제1차 단교 (7월 29일) - 브라질 단교 (8월 16일) - 감비아 제1차 단교 (12월 28일) | 31          |                                                                             |
| 1975년 | 민국 64년 | | - 포르투갈 단교 (1월 6일) - 베트남 공화국 패망 (4월 30일) - 필리핀 단교 (6월 9일) - 태국 단교 (7월 1일) - 사모아 단교 (11월 6일) | 26          |                                                                             |
| 1976년 | 민국 65년 | - 남아프리카 공화국 대사급 수교 (4월 26일)                                                                                           | - 중앙아프리카 공화국 제2차 단교 (8월 23일) | 26          |                                                                             |
| 1977년 | 민국 66년 | | - 바베이도스 단교 (1월 11일) - 라이베리아 제1차 단교 (2월 23일) - 요르단 단교 (4월 14일) | 23          |                                                                             |
| 1978년 | 민국 67년 | | - 리비아 단교 (9월 14일) | 22          |                                                                             |
| 1979년 | 민국 68년 | - 투발루 대사급 수교 (9월 19일) | - 미국 단교 (1월 1일) | 22          |                                                                             |
| 1980년 | 민국 69년 | - 나우루 영사관계 수립 (5월 4일) | - 콜롬비아 단교 (2월 9일) | 21          |                                                                             |
| 1981년 | 민국 70년 | - 세인트빈센트 그레나딘 대사급 수교 (8월 15일)                                                                                       | | 22          |                                                                             |
| 1982년 | 민국 71년 | | | 22          |                                                                             |
| 1983년 | 민국 72년 | - 솔로몬 제도 영사관계 수립 (3월 24일) - 도미니카 연방 대사급 수교 (5월 10일) - 세인트키츠 네비스 대사급 수교 (10월 9일)             | - 코트디부아르 단교 (3월 3일) - 레소토 제1차 단교 (5월 14일) | 22          |                                                                             |
| 1984년 | 민국 73년 | - 세인트루시아 대사급 수교 (5월 8일)                                                                                                 | | 23          |                                                                             |
| 1985년 | 민국 74년 | - 솔로몬 제도 대사급 수교 (9월 16일)                                                                                                 | - 볼리비아 단교 (7월 11일) - 니카라과 제1차 단교 (12월 7일) | 22          |                                                                             |
| 1986년 | 민국 75년 | | | 22          |                                                                             |
| 1987년 | 민국 76년 | | | 22          |                                                                             |
| 1988년 | 민국 77년 | | - 우루과이 단교 (2월 4일) | 21          |                                                                             |
| 1989년 | 민국 78년 | - 바하마 대사급 수교 (1월 9일) - 그레나다 대사급 수교 (7월 20일) - 라이베리아 제2차 수교 (10월 9일) - 벨리즈 대사급 수교 (10월 13일) | | 25          |                                                                             |
| 1990년 | 민국 79년 | - 레소토 제2차 수교 (4월 5일) - 기니비사우 대사급 수교 (5월 26일) - 나우루 대사급 수교 (8월 17일) - 니카라과 제2차 수교 (11월 5일)   | - 사우디아라비아 단교 (7월 22일) | 28          |                                                                             |

### 1991년~2020년
| 연도   | 민국 연호  | 수교/승인 | 단교/취소 | 수교국의 수 | 비고 |
| ------ | ---------- | --- | --- | ----------- | ---- |
| 1991년 | 민국 80년  | - 중앙아프리카 공화국 제3차 수교 (7월 8일)                                                                       | | 29          |      |
| 1992년 | 민국 81년  | - 라트비아 영사관계 수립 (1월 29일) - 니제르 제2차 수교 (6월 19일)                                               | - 대한민국 단교 (8월 24일) | 29          |      |
| 1993년 | 민국 82년  | | | 29          |      |
| 1994년 | 민국 83년  | - 부르키나파소 제2차 수교 (2월 2일)                                                                              | - 레소토 제2차 단교 (1월 12일) - 라트비아 영사관계 단절 (7월 28일)                                                                 | 29          |      |
| 1995년 | 민국 84년  | - 감비아 제2차 수교 (7월 13일)                                                                                   | | 30          |      |
| 1996년 | 민국 85년  | - 세네갈 제3차 수교 (1월 3일)                                                                                    | - 니제르 제2차 단교 (8월 19일) | 30          |      |
| 1997년 | 민국 86년  | - 상투메 프린시페 대사급 수교 (5월 6일) - 차드 제2차 수교 (8월 12일)                                             | - 바하마 단교 (5월 18일) - 세인트루시아 제1차 단교 (8월 29일)                                                                      | 30          |      |
| 1998년 | 민국 87년  | - 마셜 제도 대사급 수교 (11월 20일)                                                                              | - 남아프리카 공화국 단교 (1월 1일) - 중앙아프리카 공화국 제3차 단교 (1월 29일) - 기니비사우 단교 (4월 24일) - 통가 단교 (11월 2일) | 27          |      |
| 1999년 | 민국 88년  | - 마케도니아 공화국 대사급 수교 (1월 27일) - 파푸아뉴기니 대사급 수교 (7월 5일) - 팔라우 대사급 수교 (12월 29일) | - 파푸아뉴기니 단교 (7월 21일) | 29          |      |
| 2000년 | 민국 89년  | | | 29          |      |
| 2001년 | 민국 90년  | | - 마케도니아 공화국 단교 (6월 18일)                                                                                                | 28          |      |
| 2002년 | 민국 91년  | | - 나우루 제1차 단교 (7월 23일) | 27          |      |
| 2003년 | 민국 92년  | - 키리바시 대사급 수교 (11월 7일)                                                                                | - 라이베리아 제2차 단교 (10월 12일)                                                                                                | 27          |      |
| 2004년 | 민국 93년  | - 바누아투 대사급 수교 (11월 3일)                                                                                | - 도미니카 연방 단교 (3월 30일) - 바누아투 단교 (11월 10일)                                                                        | 26          |      |
| 2005년 | 민국 94년  | - 나우루 제2차 수교 (5월 14일)                                                                                   | - 그레나다 단교 (1월 27일) - 세네갈 제3차 단교 (10월 25일)                                                                         | 25          |      |
| 2006년 | 민국 95년  | | - 차드 제2차 단교 (8월 6일) | 24          |      |
| 2007년 | 민국 96년  | - 세인트루시아 제2차 수교 (4월 30일)                                                                             | - 코스타리카 단교 (6월 7일) | 24          |      |
| 2008년 | 민국 97년  | - 코소보 승인 (2월 19일)                                                                                         | - 말라위 단교 (1월 14일) | 23          |      |
| 2009년 | 민국 98년  | | | 23          |      |
| 2010년 | 민국 99년  | | | 23          |      |
| 2011년 | 민국 100년 | | | 23          |      |
| 2012년 | 민국 101년 | | | 23          |      |
| 2013년 | 민국 102년 | | - 감비아 제2차 단교 (11월 14일) | 22          |      |
| 2014년 | 민국 103년 | | | 22          |      |
| 2015년 | 민국 104년 | | | 22          |      |
| 2016년 | 민국 105년 | | - 상투메 프린시페 단교 (12월 21일)                                                                                                 | 21          |      |
| 2017년 | 민국 106년 | | - 파나마 단교 (6월 13일) | 20          |      |
| 2018년 | 민국 107년 | | - 도미니카 공화국 단교 (5월 1일) - 부르키나파소 제2차 단교 (5월 24일) - 엘살바도르 단교 (8월 21일)                                 | 17          |      |
| 2019년 | 민국 108년 | | - 솔로몬 제도 단교 (9월 16일) - 키리바시 단교 (9월 20일)                                                                           | 15          |      |
| 2020년 | 민국 109년 | - 소말릴란드 승인 (7월 1일)                                                                                      | | 15          |      |

### 2021년~ 현재
| 연도   | 민국 연호  | 수교/승인 | 단교/취소                         | 수교국의 수 | 비고 |
| ------ | ---------- | --------- | --------------------------------- | ----------- | ---- |
| 2021년 | 민국 110년 |           | - 니카라과 제2차 단교 (12월 10일) | 14          |      |
| 2022년 | 민국 111년 |           |                                   | 14          |      |
| 2023년 | 민국 112년 |           | - 온두라스 단교 (3월 26일)        | 13          |      |
| 2024년 | 민국 113년 |           | - 나우루 제2차 단교 (1월 15일)    | 12          |      |

## 같이 보기
| - 국공내전 - 국부천대 - 분리주의 - 유엔 총회 결의 제2758호 - 중화민국 | - 중화민국의 재외기구 목록 - 중화민국 행정원 - 중화민국 외교부 - 중화인민공화국의 대외 관계 - 차이니스 타이베이 | - 타이베이 대표부 - 타이완 - 타이완 공화국 - 하나의 중국 |

## 주해
1. ↑  1881년 10월 3일(광서 7년 8월 11일) 청나라와 공사급 수교.
2. ↑  1844년 7월 3일(도광 24년 5월 18일) 청나라와 영사관계 수립. 1858년 6월 18일(함풍 8년 5월 초8일) 공사급 수교.
3. ↑  서구 열강 중에선 처음으로 국가 승인.
4. ↑  1899년 12월 14일(광서 25년 11월 12일) 청나라와 공사급 수교.
5. ↑  1902년 9월 16일(광서 28년 8월 15일) 청나라와 공사급 수교.
6. ↑  1874년 6월 26일(동치 13년 5월 13일) 청나라와 공사급 수교.
7. ↑  1871년 9월 13일(동치 10년 4년 7월 29일) 청나라와 공사급 수교.
8. ↑  1869년 9월 2일(동치 8년 7월 26일) 청나라와 공사급 수교.
9. ↑  1863년 10월 6일 (동치 2년 8월 24일) 청나라와 공사급 수교.
10. ↑  1862년 8월 13일 (동치 원년 7월 18일) 청나라와 공사급 수교.
11. ↑  1865년 11월 2일(동치 4년 9월 14일) 청나라와 공사급 수교.
12. ↑  1847년 3월 20일(도광 27년 2월 초4일) 청나라와 영사관계 수립. 1908년 7월 2일(광서 34년 6월 초4일) 공사급 수교.
13. ↑  1863년 7월 13일(동치 2년 5월 28일) 청나라와 공사급 수교.
14. ↑  1858년 6월 13일(함풍 8년 5월 초3일, 율리우스력 1858년 6월 1일) 청나라와 공사급 수교.
15. ↑  1861년 9월 2일(함풍 11년 7월 28일) 청나라와 공사급 수교.
16. ↑  1842년 8월 29일(도광 22년 7월 24일) 청나라와 영사관계 수립. 1858년 6월 26일(함풍 8년 5월 16일) 공사급 수교.
17. ↑  1844년 10월 24일(도광 24년 9월 13일) 청나라와 영사관계 수립. 1858년 6월 27일(함풍 8년 5월 17일) 공사급 수교.
18. ↑  1866년 10월 26일(동치 5년 9월 18일) 청나라와 공사급 수교.
19. ↑  1864년 10월 10일(동치 3년 9월 초10일) 청나라와 공사급 수교.
20. ↑  1847년 3월 20일(도광 27년 2월 초4일) 청나라와 영사관계 수립.
21. ↑  1910년 1월 16일(선통 원년 12월 초6일) 청나라와 영사관계 수립.
22. ↑  1908년 5월 21일(선통 34년 4월 22일) 청나라와 영사관계 수립.
23. ↑  1908년 5월 21일(선통 34년 4월 22일) 청나라와 영사관계 수립.
24. ↑  1909년 1월 9일(선통 34년 12월 18일) 청나라와 영사관계 수립.
25. ↑  1904년 11월 4일(선통 30년 9월 27일) 청나라와 영사관계 수립.
26. ↑  일본의 침략과 국민정부에 대한 승인을 유지할 수 없다는 일본의 선언으로 단절되었다.
27. ↑  칠레 측에서 이 날짜에 단교하겠다고 1970년에 미리 통보했다.
28. ↑  아르헨티나 주재 대사관은 8월 15일에 폐쇄됨.
29. ↑  포르투갈 주재 대사관은 5월 31일에 폐쇄됨.
30. ↑   베트남 민주 공화국과 [[파일:{{{국기그림-베트콩}}}|22x20px|border |베트남 민주공화국|링크=베트남 민주공화국]] 남베트남 민족해방전선이  베트남 공화국을 4월 30일에 무력으로 멸망시키면서 남베트남 주재 중화민국 대사관은 4월 26일에 폐쇄되었고 대사관 청사와 부지는 [[파일:{{{국기그림-베트콩}}}|22x20px|border |베트남 민주공화국|링크=베트남 민주공화국]] 남베트남 공화국 임시혁명정부에 압류되었다. 중화민국 주재 남베트남 대사관은 5월 5일에 폐쇄되었다.
31. ↑  리비아 주재 대사관은 10월 22일에 폐쇄됨.
32. ↑  1978년 12월 16일에 미국에서 통보.
33. ↑  코트디부아르 주재 대사관은 4월 17일에 폐쇄됨.
34. ↑  1985년 10월 1일 중화인민공화국과 대사급 수교.
35. ↑  1987년 2월 6일 중화인민공화국과 대사급 수교.
36. ↑  1974년 3월 15일 중화인민공화국과 대사급 수교.
37. ↑  1991년 9월 12일 중화인민공화국과 대사급 수교.
38. ↑  1975년 7월 12일 중화인민공화국과 대사급 수교.
39. ↑  1990년 11월 16일 중화인민공화국과 대사급 수교.
40. ↑  남아공은 1996년 11월 27일에 단교를 미리 선언했다.
41. ↑  1993년 10월 12일 중화인민공화국과 대사급 수교.
42. ↑  1976년 10월 12일 중화인민공화국과 대사급 수교.
43. ↑  1980년 6월 25일 중화인민공화국과 대사급 수교.
44. ↑  1982년 3월 26일 중화인민공화국과 대사급 수교.
45. ↑  현지 시각으로 12월 20일
46. ↑  현지 시각으로 4월 30일